# いわき統括センター
いわき統括センター（いわきとうかつセンター）は、東日本旅客鉄道（JR東日本）水戸支社の駅・運転士・車掌を所管する組織である。
2023年6月1日にいわき、泉の各駅、いわき運輸区を統合して発足。

## 所管

### 駅
- いわき駅 - 所長所在駅
- 勿来駅★
- 植田駅★
- 泉駅
- 湯本駅★
- 内郷駅★
- 草野駅☆
- 四ツ倉駅★
- 久ノ浜駅☆
- 末続駅☆
- 広野駅☆
- Jヴィレッジ駅☆
- 木戸駅☆
- 竜田駅●
- 富岡駅☆
- 夜ノ森駅☆

★: JR東日本ステーションサービスに業務委託　●: 簡易委託駅　☆: 無人駅

### 乗務員
- いわき駅近傍に設置（旧いわき運輸区）
- 担当線区（運転士・車掌）
  - 普通列車：水戸 - 原ノ町間
  - 特急ひたち：勝田 - 仙台間
  - 臨時列車：水戸 - 原ノ町間

## 歴史
- 2023年6月1日 - いわき統括センター（いわき、泉の各駅、いわき運輸区の統合）が発足。いわき運輸区を廃止する。

| スタブアイコン | サブスタブ | この項目は、まだ閲覧者の調べものの参照としては役立たない、鉄道に関連した書きかけの項目です。この項目を加筆・訂正などしてくださる協力者を求めています（P:鉄道/PJ:鉄道）。 |